# Déficit en antithrombine III
 Mise en garde médicale
Le déficit en antithrombine III est une thrombophilie héréditaire qui augmente le risque de maladies thromboemboliques (thrombose veineuse profonde ou phlébite et embolie pulmonaire).

## Physiopathologie
L'antithrombine inhibe principalement la thrombine (facteur IIa) et le facteur Xa au niveau de la cascade de coagulation sanguine. Le déficit en antithrombine augmente donc la formation de thrombine, étape constitutive du thrombus (ou caillot).
Le déficit peut être quantitatif, mais aussi qualitatif par la production d'une antithrombine moins efficace.
Le déficit peut également provenir d'une insuffisance hépatique, que ce soit par baisse de la synthèse ; par une coagulation intra-vasculaire disséminée ; ou encore un syndrome néphrotique (par perte urinaire d'anti thrombine III, dans ce cas l'albumine est elle aussi diminuée) ; ou en raison d'un traitement par œstrogène ou œstroprogestatif ou par héparine.

## Manifestations
L'incidence annuelle de maladie thromboembolique est un peu inférieure à 2 %, comparable à celle des patients porteurs d'un déficit en protéine C ou S et plus de deux fois supérieure aux patients porteurs d'une thrombophilie par mutation du facteur V ou par Thrombophilie par mutation G20210A du gène de la prothrombine.

## Diagnostic
Le dosage de l'antithrombine III ne se fait pas directement mais en mesurant son activité par rapport à une norme. Il est exprimé en pourcentage et il est diminué en cas de déficit quantitatif ou qualitatif de la protéine. 
Il existe cependant des causes acquises et possiblement transitoires qu'il faut éliminer. Ainsi le dosage doit être fait à distance de tout traitement par héparine (avant la mise en route ou après arrêt de ce dernier).